# Johann Asch
Johann Asch (* 5. Januar 1911 in Duisburg-Hochfeld; † 8. Januar 1990 in Rheinhausen (Duisburg)) war ein deutscher Kommunalpolitiker (SPD).

## Leben
Johann Asch trat Anfang Mai 1929 der SPD bei, der er bis zu seinem Tode angehörte.
1933 war er aufgrund seiner SPD-Mitgliedschaft zeitweise n Schutzhaft. Ab dem 1. August 1934 war er bei Krupp Rheinhausen beschäftigt. Von 1946 bis 1974 war er Mitglied im Rat der Stadt Rheinhausen/Niederrhein. Bis zu der Übernahme des Bürgermeisterpostens 1961 war er zusätzlich von 1952 bis 1956 stellvertretender Bürgermeister und ab 1954 Vorsitzender der SPD-Fraktion im Stadtrat. Vom 29. März 1961 bis zum 31. Dezember 1974 war er Bürgermeister von Rheinhausen und somit der letzte Amtsträger, da die Stadt am 1. Januar 1975 ihre Eigenständigkeit verlor und nach Duisburg eingemeindet wurde. In seiner Bürgermeisterzeit erlebte Rheinhausen einen großen wirtschaftlichen Aufschwung. Mit seinem Namen ist die Errichtung zahlreicher kommunaler Einrichtungen, wie Kindergärten, Schulen, Altentageseinrichtungen, Jugendzentren sowie der Rheinhausenhalle verbunden. Er war ein entschiedener Gegner der kommunalen Neuordnung im Lande NRW und engagierte sich, jedoch letztlich erfolglos, in der Aktion Bürgerwille gegen die Eingemeindung Rheinhausens nach Duisburg. Von Mai 1975 bis Oktober 1979 war er Mitglied im Stadtrat von Duisburg.
Johann Asch war Vorsitzender der Arbeiterwohlfahrt Rheinhausen, Ehrenvorsitzender der Deutschen Olympischen Gesellschaft Moers und Ehrenmitglied des Schullandheimvereins Höchstenbach. Am 21. Dezember 1971 erhielt er das Bundesverdienstkreuz am Bande. Zusätzlich wurde er ab 1972 Vorsitzender der Bürgerinitiative zur Erhaltung des Kreises Moers. Am 14. Dezember 1979 wurde er zum Ehrenbürgermeister von Duisburg ernannt.
Er war zweimal verheiratet und hatte vier Söhne und sechs Enkelkinder. Im Stadtteil Duisburg-Rheinhausen ist ein Platz nach ihm benannt.